# アテナ (ロケット)
アテナ（英語: Athena）はロッキード・マーティン社の開発した人工衛星打ち上げ用固体ロケットである。

## 概要
1993年1月にロッキード社によって「ポラリス」や「ポセイドン」、「トライデント」等のミサイルの開発成果を活かして小型人工衛星を打ち上げるロケット「Lockheed Launch Vehicle （LLV）」として開発が始められた。その後1995年にロッキード社とマーティン・マリエッタ社が合併した為に「Lockheed Martin Launch Vehicle （LMLV）」と名称が変更され、最終的には1998年のルナ・プロスペクターの打ち上げから現在の「アテナ」という名称が用いられるようになった。
1995年以降、7機が打ち上げられ、5機が成功している。

## 構成・諸元
3段構成のLLV Iとアテナ I、4段構成のアテナ IIがあり、計画のみではあるがアテナ IIに補助ブースタをつけたアテナ IIIというものも存在する。最下段には当初ピースキーパーの初段が用いられていたが、後に変更され、同モータの商用版改良型であるキャスター120が採用されている。上段にはタイタンロケットのIUS等で実績のあるオーバス21Dモータが用いられ、最上段には「Orbit Adjust Module(OAM)」と呼ばれる1液式ヒドラジンモータを使用することで、固体燃料のみの場合よりも正確な軌道投入を行うことを可能とした。また、オプションとしてキックモータを搭載することが可能であり、ルナ・プロスペクターの打ち上げでは用いられた。
LEO打ち上げ能力は高度185kmのもの。

### LLV I
- 全長：18.0m
- 直径：2.36m
- 重量：62.8t
- 構成
  - 第1段：チオコール TU-903
  - 第2段：P&W オーバス21D

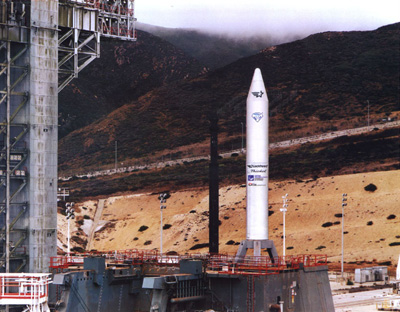
発射台上のLLV I

  - 第3段：OAM (Primex MR-107x4)
- LEO打ち上げ能力：790kg

### アテナ I
- 全長：18.9m
- 直径：2.36m
- 重量：66.3t
- 構成
  - 第1段：チオコール キャスター120
  - 第2段：P&W オーバス21D

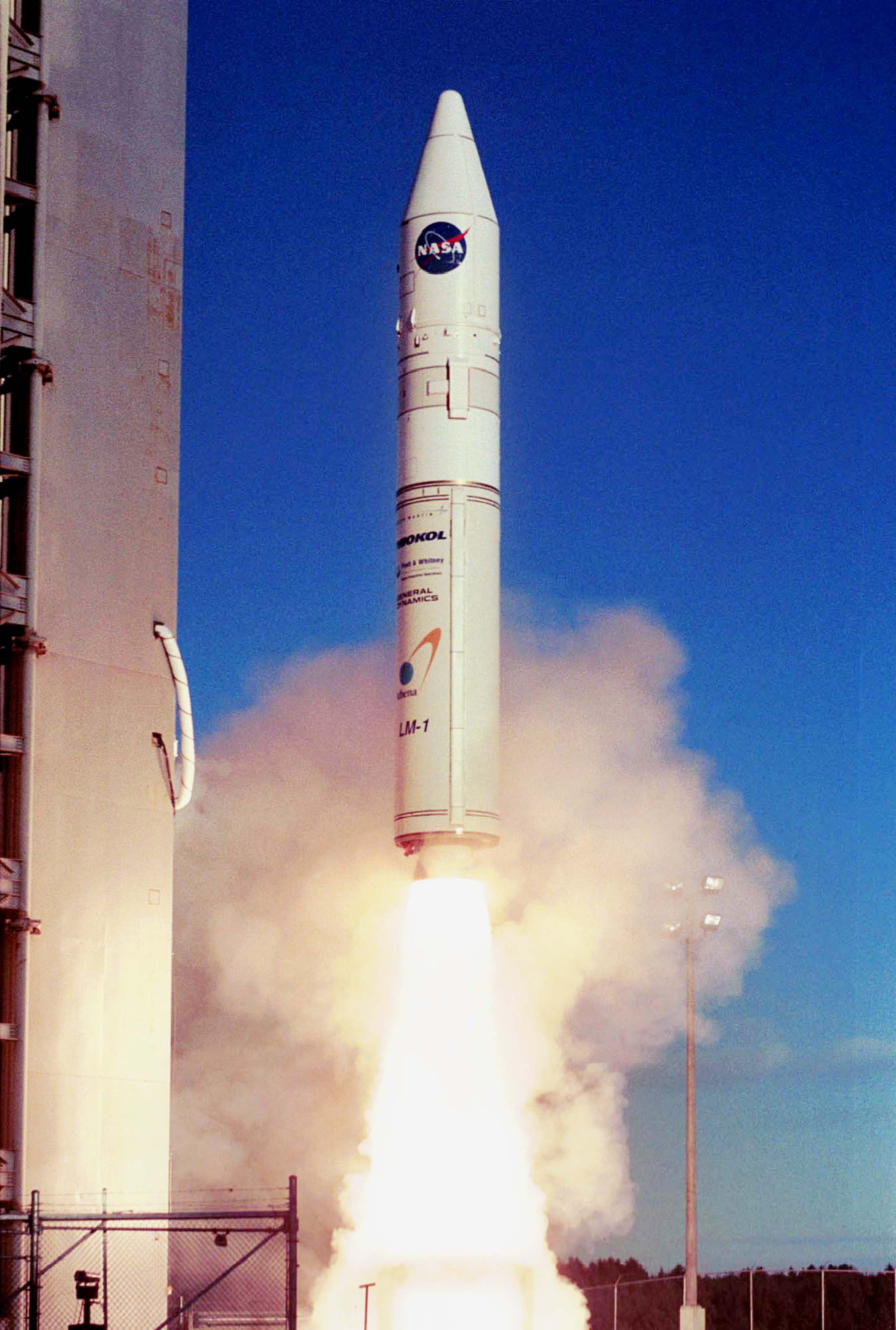
アテナ I によるStarshine3打ち上げ

  - 第3段：OAM (Primex MR-107x4)
- LEO打ち上げ能力：800kg
- 打ち上げ費用：$ 17,000,000

### アテナ II
- 全長：28.2m
- 直径：2.36m
- 重量：120.7t
- 構成
  - 第1段：チオコール キャスター120
  - 第2段：チオコール キャスター120
  - 第3段：P&W オーバス21D

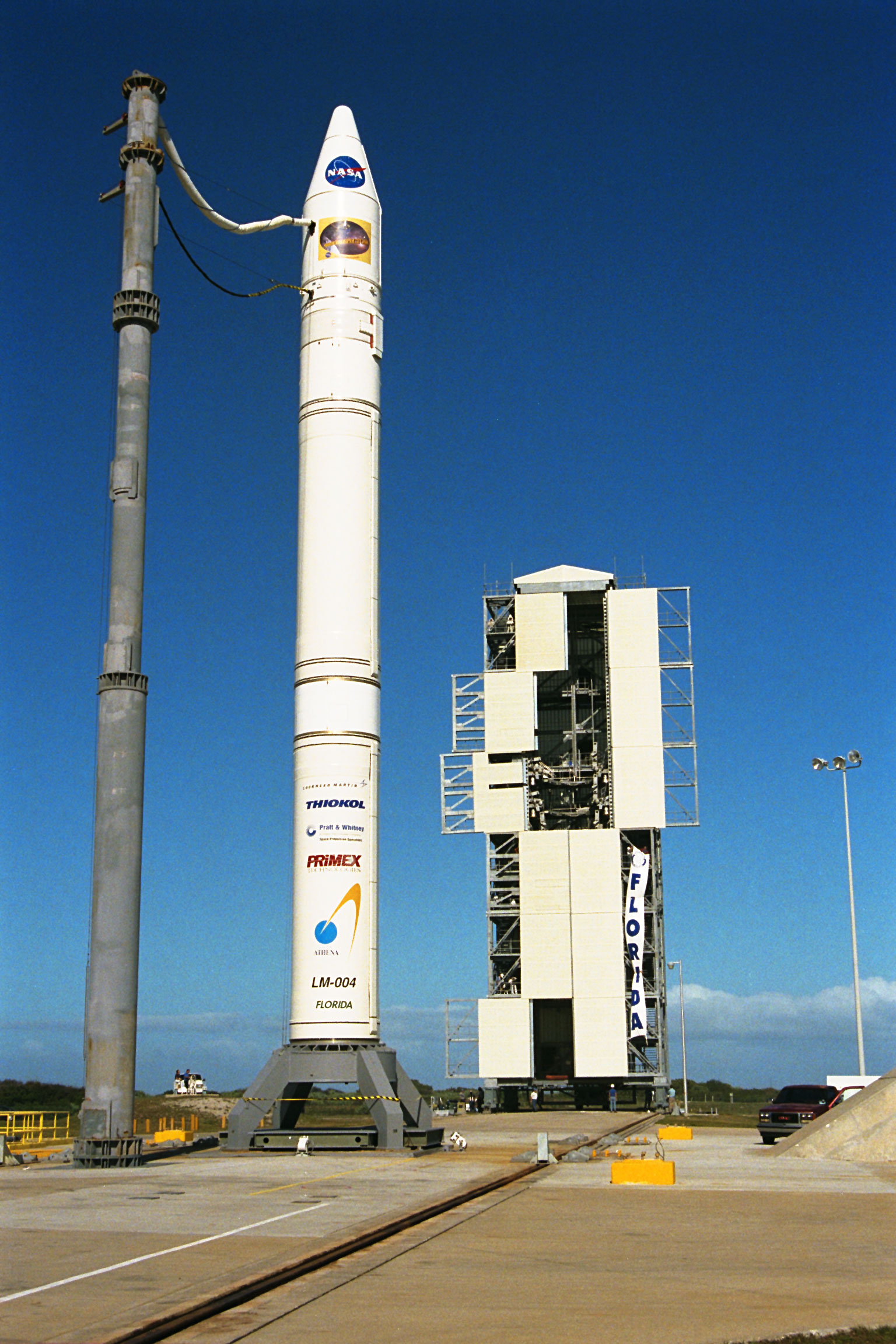
ルナ・プロスペクターを搭載したアテナ II（1998年1月）

  - 第4段：OAM (Primex MR-107x4)
  - キックモータ：チオコール オライオン38（オプション）
- LEO打ち上げ能力：2.0t
- 打ち上げ費用：$ 26,000,000

## 打ち上げ実績

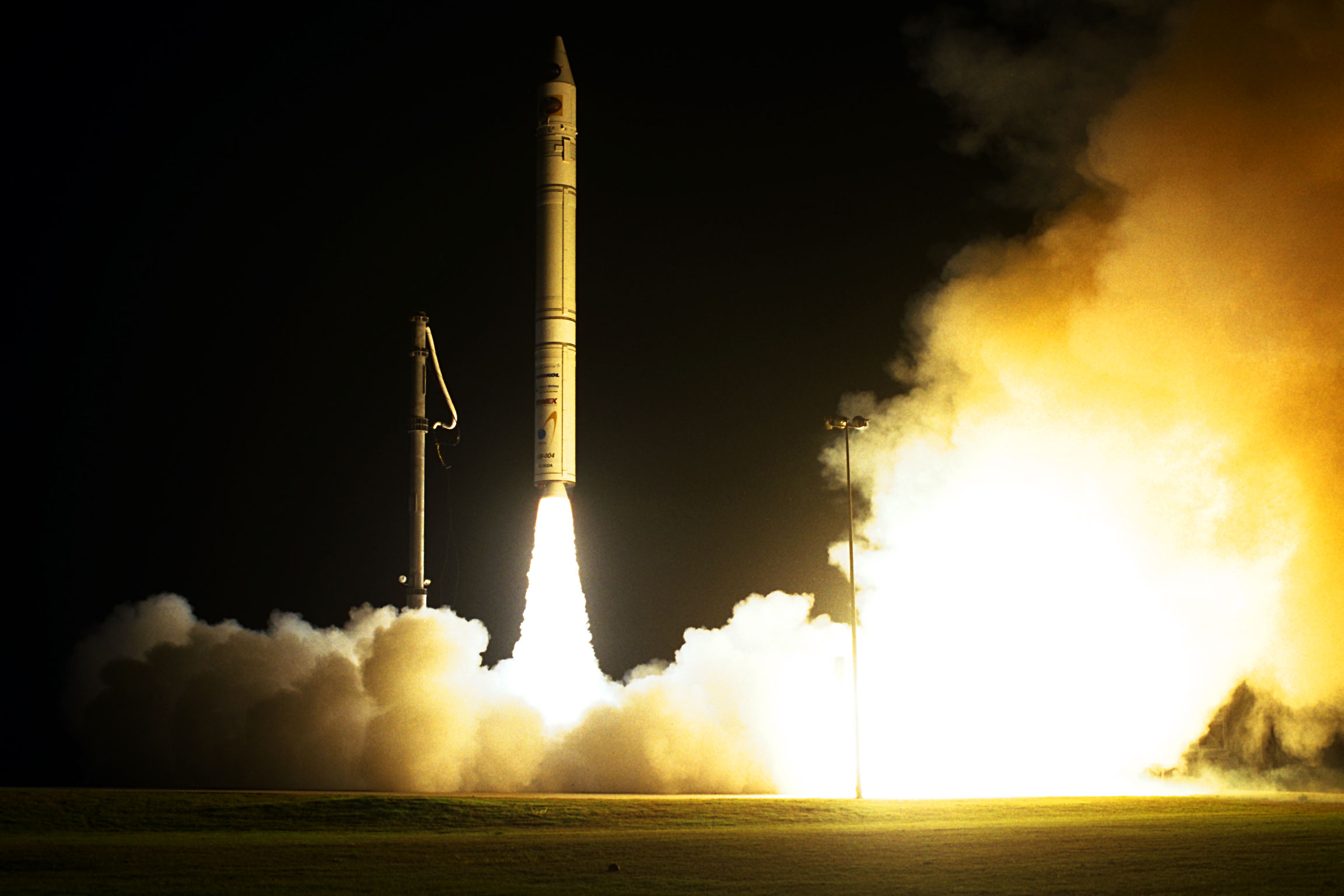
アテナ II によるルナ・プロスペクター打ち上げ

| 打ち上げ日時(GMT)  | 打ち上げ場所     | 構成                | 搭載衛星             | 成否 |
| ------------------ | ---------------- | ------------------- | -------------------- | ---- |
| 1995年8月15日22:30 | ヴァンデンバーグ | LLV I               | GemStar1(VitaSat)    | 失敗 |
| 1997年8月23日06:51 | ヴァンデンバーグ | LMLV I (アテナI)    | Lewis                | 成功 |
| 1998年1月7日02:28  | ケープカナベラル | アテナII + Orion 38 | ルナ・プロスペクター | 成功 |
| 1999年1月27日00:34 | ケープカナベラル | アテナI             | ROCSAT-1             | 成功 |
| 1999年4月27日18:22 | ヴァンデンバーグ | アテナII            | IKONOS 1             | 失敗 |
| 1999年9月24日18:21 | ヴァンデンバーグ | アテナII            | IKONOS 2             | 成功 |
| 2001年9月30日02:42 | コディアック     | アテナI             | Starshine3           | 成功 |

## 発展型構想

### アテナ III （初期計画案）
アテナ IIを基に、観測ロケットやデルタ、アトラス、H-IIA等の補助ブースタとして実績のあるキャスターIVを2本から6本補助ブースタとして用い、打ち上げ能力を増強する構想。構想のみで実現はしなかった。
- 全長：28.2m
- 直径：2.36m
- 重量：146.8t - 199t
- 構成
  - 補助ブースタ：チオコール キャスターIVB（2-5本）
  - 第1段：チオコール キャスター120
  - 第2段：チオコール キャスター120
  - 第3段：P&W オーバス21G
  - 第4段：OAM (Primex MR-107x4)
  - キックモータ：チオコール スター37FM（オプション）
- LEO打ち上げ能力：3.65t - 5.0t
- 打ち上げ費用：$ 27,000,000 - $ 29,000,000

### アテナIII （COTS案）
2008年1月21日にプラネット・スペース社が中心となって、民間による国際宇宙ステーション(ISS)への物資補給を行うNASAの商業軌道輸送サービス(COTS)計画の第2段階基金へ提案されたもの。高評価を得たものの契約を勝ち取ることはできず、アメリカ政府監査院(GAO)へ異議を申し立てたが却下された。
第1段に2.5セグメントのRSRMを用い、第2段にキャスター120、第3段にキャスター30、第4段にOAMを用いるという構成をもつ。
- 直径：3.71m
- 構成
  - 第1段：ATK 2.5セグメント RSRM
  - 第2段：ATK キャスター120
  - 第3段：ATK キャスター30
  - 第4段：OAM (エアロジェット MR-107x4)
- ISS打ち上げ能力：6.0t
- GTO打ち上げ能力：2.8t

### アテナ Ic
2010年3月25日にロッキード・マーティンが発表した。アテナIの第2段をオーバス21Dからキャスター30に変更した構成で、低軌道に740kgの能力を持つ。2012年の運用開始を予定している。

### アテナ IIc
2010年3月25日にロッキード・マーティンが発表した。アテナIIの第3段をオーバス21Dからキャスター30に変更した構成で、低軌道に1,712kgの能力を持つ。2012年の運用開始を予定している。

### アテナ 2S
Alaska Aerospace社はアラスカのコディアック打上げ基地から打ち上げる中型ロケットとして、2014年12月にアテナ 2Sを選んだ。使用する発射台は、Launch Pad 1で、2014年夏に陸軍のAHW(Advanced Hypersonic Weapon)の打ち上げ事故で大破したが州の保険金を使って復旧作業中である。この修理作業中にAthena 2S打上げに対応できる改修も行い、2015年10月までには作業を終了する予定。アテナ2Sは最大6本のSRBを装備したバージョンで、太陽同期軌道へ3,000kgの打上げ能力を有する。2016年末か、2017年初めに初打ち上げを行う計画。